# Rellotge de Sol (Joaquim Camps)
Rellotge de Sol és el nom de l'escultura de caràcter al·legòric creada per Joaquim Camps i Giralt i ubicada a la plaça del Sol de la Vila de Gràcia. També se la coneix, erròniament, com a Astrolabi.

## Història
Aprofitant la remodelació de la plaça sota la direcció dels arquitectes Gabriel Mora i Jaume Bach, l'Ajuntament de Barcelona va encarregar a Joaquim Camps la instal·lació d'una obra escultòrica. La decisió es prengué perquè la caixa de l'ascensor de l'aparcament subterrani emergia lleugerament en forma de peanya. En un primer moment, l'artista es plantejà que els dotze signes fossin figures grans, però la idea es va desestimar per por que el pes d'aquestes pogués ensorrar el sostre del pàrquing.
L'obra es va instal·lar el 1987 davant del núm. 9-10, i va ser retirada temporalment la primavera del 2019 per la remodelació de l'ascensor de l'aparcament soterrat. Tanmateix, el 2022 encara no havia estat reubicada a la plaça.

## Descripció
L'escultura de bronze representa un rellotge de sol del tipus equatorial amb forma de semiesfera còncava, envoltada per les figures dels diferents signes zodiacals occidentals. Entre tots destaquen Verge i Sagitari, les quals ocupen la part superior de la peça.
L'obra, de composició circular, descansa sobre una peanya quadrada de marbre. La base quadrada, també de bronze, inclou el nom en baix relleu dels diferents signes per tal de facilitar-ne la identificació. Inicialment, se la va denominar erròniament astrolabi de sol.
El bronze té un color amb transparències verdoses, encara que a les zones més polides destaca el daurat brillant del metall. El modelatge de la figura escultòrica es feu mitjançant la tècnica de cera perduda encarregada l'empresa vallenca Vilà.